# Super illius specula

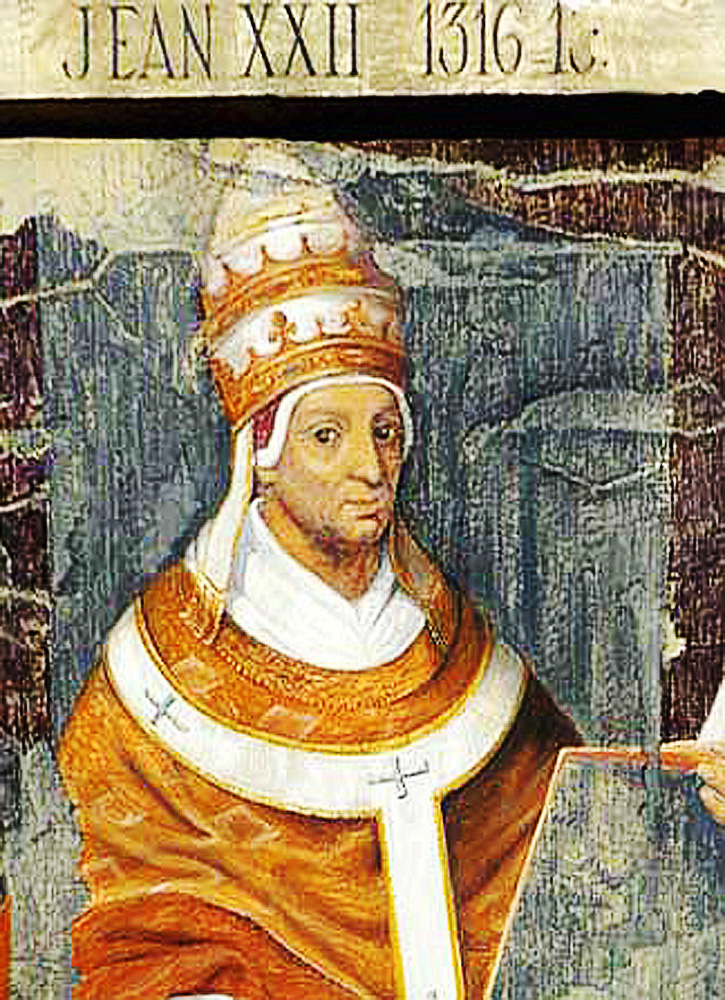
Papież Jan XXII (1316)

Super illius specula (pol. Na wysokościach Tego) – bulla papieża Jana XXII wydana w 1326 lub 1327 roku, dająca inkwizytorom prawo ścigania sprawców praktyk magicznych jako heretyków.
Przygotowując się do wydania bulli papież Jan XXII zwrócił się w 1320 roku do kilku ekspertów, m.in. dominikanina Augustyna Gazothusa i franciszkanina Henryka z Caretto. Ich zadaniem było określenie kwalifikacji praktyk magicznych, które dotąd traktowane były jedynie jako wykroczenie (posiadające znamiona herezji). W bulli po raz pierwszy wyraźnie stwierdzono, że praktyki magiczne mają swe źródła w działalności demonów i zalecono, aby na całym obszarze Kościoła karano za czary tak, jak za herezję.
Określenie praktyk magicznych jako herezji (factum haereticale) umożliwiło Inkwizycji zastosowanie środków i narzędzi, których używano dotychczas przeciwko heretykom (np. katarom, czy waldensom), por. Ad extirpanda.

## Tekst bulli
Tłumaczenie bulli w przekładzie polskiego dominikanina i historyka Tomasza Gałuszki:
Na wysokościach Tego, choć niegodni, jednak dzięki łaskawej Jego życzliwości; Tego, który stworzył pierwszego człowieka na wzór i podobieństwo swoje i ustanowił ojcem rodzaju ludzkiego, uczynił władcą ziemi, boskimi cnotami przyozdobił, przywoływał uciekiniera i dał mu prawo, by ostatecznie wyzwolić spętanego, odnaleźć zagubionego i wykupić sprzedanego zasługą swej męki; [postawieni] byśmy się stamtąd przyglądali synom człowieczym, którzy rozważają i szukają Boga chrześcijańskiej wiary, z przykrością zauważamy i poznajemy z wewnętrznym zakłopotaniem, że wielu jest chrześcijan jedynie z nazwy, którzy, porzuciwszy pierwotne światło prawdy, zaś ślepieni zostali taką mgłą błędu, że wstępują w przymierze ze śmiercią oraz czynią pakty z piekłem. Składają bowiem demonom ofiary i oddają im cześć. Tworzą i starają się by były tworzone wizerunki, pierścienie, zwierciadła, kadzielnice lub jakiekolwiek inne rzeczy magiczne aby związać się z demonami, do których zwracają się z prośbami, od których otrzymują odpowiedź, proszą o pomoc i by zdobyć rzeczy najobrzydliwsze i spełnić swoje występne pragnienia, okazują im posłuszeństwo. Cóż za żałość! Ta zgubna choroba obecnie po całym świecie wzmaga się i coraz poważniej zatruwa Chrystusową trzodę. 

A zatem, na mocy otrzymanego urzędu pasterskiego, jesteśmy zobowiązani przyprowadzić na nowo do owczarni Chrystusowej wszystkie te owce, które wciąż błąkają się po bezdrożach, a wykluczyć z trzody Pańskiej chore, aby nie zaraziły pozostałych. Tym oto edyktem, posiadającym wieczystą ważność, za radą naszych braci, napominamy na mocy świętego posłuszeństwa i pod groźbą ekskomuniki wszystkim i każdemu z osobna, zrodzonym na nowo ze źródła chrzcielnego, aby nikt nie podejmował się nauczać lub uczyć się samemu jakichś ze wspomnianych dogmatów albo, co byłoby jeszcze gorsze, w jakikolwiek sposób i na kimkolwiek je stosować. A ponieważ czymś właściwym jest, by ci, którzy przez swoje haniebne dzieła znieważają Najwyższego, zostali ukarani odpowiednimi karami za swoje winy, ogłaszamy ekskomunikę na wszystkich i każdego z osobna oraz chcemy, by podlegali jej na mocy samego faktu ci, którzy, wbrew naszym, w zbawiennym stopniu uzdrawiającym, prośbom i nakazom, próbowaliby podejmować cokolwiek z wyżej wymienionych dzieł. Stanowimy również, by w przypadku osób, które po stosownych upomnieniach w ciągu ośmiu dni, licząc od zawiadomienia, nie poprawią się, obok wymienionych środków, zostały zastosowane kary, które na mocy prawa przysługują heretykom, jedynie z wyjątkiem konfiskaty dóbr. A ponieważ byłoby dobre, by wykluczyć wszelkie środki i okazję ku temu, za powszechną radą rzeczonych braci, polecamy i rozkazujemy, aby nikt nie próbował posiadać, przechowywać lub studiować ich książeczek i jakiekolwiek pism zawierających wyżej wspomniane błędy. Dlatego też chcemy i nakazujemy wszystkim na mocy świętego posłuszeństwa, by właściciele jakiegokolwiek ze wspomnianych pism lub książeczek, w przeciągu ośmiu dni, licząc od wiadomości o naszym edykcie zobowiązali się zniszczyć je lub spalić całe i całkowicie oraz w każdej swojej części. Oprócz tego chcemy, żeby podlegali ekskomunice na mocy samego faktu oraz karom jeszcze surowszym ci z buntowników, którzy się temu sprzeciwiają.

## Autentyczność bulli
Tekst bulli Super illius specula po raz pierwszy zamieszczony został w podręczniku Directorium Inquisitorum (1376) autorstwa inkwizytora Mikołaja Eymerica, on też jest najwcześniejszym źródłem poświadczającym samo istnienie tego dokumentu. Podręcznik Eymerica był kilkakrotnie wydawany drukiem (w Rzymie w 1578, 1585 i 1587, w Wenecji w 1595 i 1607). Sama bulla była później wielokrotnie przedrukowywana w zbiorach dokumentów papieskich (np. Bullarium Romanum) czy poświęconych historii procesów o czary (np. J. Hansen, Quellen und Untersuchungen zur Geschichte des Hexenwahns und der Hexenverfolgung im Mittelalter z 1901) jednak wszystkie te późniejsze edycje bazują (bezpośrednio lub pośrednio) na podręczniku Eymerica. Jedynym nie wykazującym zależności od Eymerica źródłem zawierającym tę bullę, jest XV-wieczny rękopis znajdujący się w austriackiej Bibliotece Narodowej w Wiedniu, gdzie zamieszczono ją w bezpośrednim sąsiedztwie sfałszowanej bulli Concertatione Antique przypisywanej również Janowi XXII. Nie odnaleziono natomiast jak do tej pory tej bulli w rejestrach papieża Jana XXII. Sama formuła bulli, nie wskazująca żadnego konkretnego adresata ani daty, jest również niestandardowa. Okoliczności te powodują, że autentyczność bulli budzi wątpliwości i w obecnym stanie badań nie da się ani jej potwierdzić, ani jej jednoznacznie zaprzeczyć.
Gałuszka stwierdza „Bulla Super illius specula (Na wysokościach Tego), pomimo licznych niejasności zarówno co do datacji (1326 lub 1327 r.), jak i swoich dziejów, była dokumentem przełomowym, który miał wpływ na całą późniejszą historię procesów przeciwko czarom”.